# Coupe du monde d'escalade de 2022
Navigation
33e édition 35e édition
La coupe du monde d'escalade de 2022 est la 34e édition de la coupe du monde d'escalade. En 2022, cette série d'épreuves débute le 8 avril et se termine le 22 octobre. Cette compétition compte treize étapes comprenant sept épreuves de difficulté, six épreuves de bloc, sept épreuves de vitesse et une épreuve de combiné de difficulté et de bloc,,.

## Calendrier
À la suite de l'invasion de l'Ukraine par la Russie, l'IFSC annonce le 25 février 2022 l'annulation de l'étape de Moscou (RUS) (1 - 3 avril ; bloc et vitesse) et annonce également rechercher de nouveaux candidats pour relocaliser cette étape. Le 22 mars 2022, l'IFSC annonce finalement une nouvelle étape à Bressanone (ITA) (10 - 12 juin ; bloc).
Le 24 mars 2022, l'IFSC annonce que l'étape de Bali (INA) (24 - 26 septembre ; difficulté et vitesse) est relocalisée à Jakarta (INA) (24 - 26 septembre ; difficulté et vitesse). 
Le 25 mars 2022, l'IFSC annonce que l'étape japonaise annoncée initialement comme 2e étape (28 avril - 1er mai ; bloc) est déplacée en octobre dans un lieu encore non-annoncé. Le 25 mai 2022, l'IFSC annonce finalement que l'étape japonaise sera une épreuve combinée de difficulté et de bloc qui se tiendra à Morioka (20 - 22 octobre ; combiné de difficulté et bloc) en tant que dernière étape de la saison.
Le 6 avril 2022, l'IFSC annonce que la première étape de Salt Lake City (USA) (20 - 22 avril ; bloc) aura également une épreuve de vitesse.
Le 20 mai 2022, l'IFSC annonce que les deux étapes chinoises de Wujiang (CHN) (30 septembre - 2 octobre ; difficulté et vitesse) et de Chongqing (CHN) (6 - 9 octobre ; combiné de difficulté et bloc) sont annulées en raison de la pandémie de maladie à coronavirus dans le pays et annonce également rechercher de nouveaux candidats pour relocaliser ces étapes.
Le 4 juillet 2022, l'IFSC annonce que l'étape annulée de Wujiang (CHN) (30 septembre - 2 octobre ; difficulté et vitesse) est finalement remplacée par une étape à Édimbourg (GBR) (9 - 11 septembre ; difficulté et vitesse).

## Classement général
| Catégories | Or                   | Or          | Argent          | Argent      | Bronze           | Bronze      |
| ---------- | -------------------- | ----------- | --------------- | ----------- | ---------------- | ----------- |
| Difficulté | Luka Potocar         | 3860 points | Taisei Homma    | 3835 points | Jesse Grupper    | 3812 points |
| Difficulté | Janja Garnbret (5)   | 5805 points | Seo Chae-hyun   | 4405 points | Natalia Grossman | 3370 points |
| Bloc       | Yoshiyuki Ogata (2)  | 3990 points | Tomoa Narasaki  | 3405 points | Kokoro Fujii     | 3110 points |
| Bloc       | Natalia Grossman (2) | 5000 points | Miho Nonaka     | 3210 points | Brooke Raboutou  | 2940 points |
| Vitesse    | Veddriq Leonardo (2) | 4455 points | Kiromal Katibin | 4080 points | Jinbao Long      | 3105 points |
| Vitesse    | Aleksandra Kalucka   | 4680 points | Emma Hunt       | 3950 points | Natalia Kalucka  | 3820 points |

## Étapes
| Dates                               | Lieu           | Difficulté | Bloc     | Vitesse  |
| ----------------------------------- | -------------- | ---------- | -------- | -------- |
| 8 avril 2022-10 avril 2022          | Meiringen      | -          | X        | -        |
| 6 mai 2022-8 mai 2022               | Séoul          | -          | X        | X        |
| 20 mai 2022-22 mai 2022             | Salt Lake City | -          | X        | X        |
| 27 mai 2022-29 mai 2022             | Salt Lake City | -          | X        | X        |
| 10 juin 2022-12 juin 2022           | Bressanone     | -          | X        | -        |
| 22 juin 2022-26 juin 2022           | Innsbruck      | X          | X        | -        |
| 30 juin 2022-2 juillet 2022         | Villars        | X          | -        | X        |
| 8 juillet 2022-10 juillet 2022      | Chamonix       | X          | -        | X        |
| 22 juillet 2022-23 juillet 2022     | Briançon       | X          | -        | -        |
| 2 septembre 2022-3 septembre 2022   | Koper          | X          | -        | -        |
| 9 septembre 2022-11 septembre 2022  | Édimbourg      | X          | -        | X        |
| 24 septembre 2022-26 septembre 2022 | Jakarta        | X          | -        | X        |
| 20 octobre 2022-22 octobre 2022     | Morioka        |            |          |          |
| Total : 13 étapes                   |                | 7 étapes   | 6 étapes | 7 étapes |

## Podiums des étapes

### Difficulté

#### Hommes
| Étapes       | Lieu                        | Or                | Argent           | Bronze            |
| ------------ | --------------------------- | ----------------- | ---------------- | ----------------- |
| 22 juin      | Innsbruck (Autriche)        | Colin Duffy       | Ao Yurikusa      | Jesse Grupper     |
| 30 juin      | Villars (Suisse)            | Taisei Homma      | Jesse Grupper    | Colin Duffy       |
| 8 juillet    | Chamonix (France)           | Adam Ondra (16)   | Taisei Homma     | Sean Bailey (en)  |
| 23 juillet   | Briançon (France)           | Jesse Grupper     | Taisei Homma     | Alexander Megos   |
| 2 septembre  | Koper (Slovénie)            | Luka Potocar      | Sascha Lehmann   | Yannick Flohé     |
| 9 septembre  | Édimbourg (Grande-Bretagne) | Jesse Grupper (2) | Luka Potocar     | Toby Roberts      |
| 24 septembre | Jakarta (Indonésie)         | Ao Yurikusa       | Masahiro Higuchi | Sebastian Halenke |

#### Femmes
| Étapes       | Lieu                        | Or                  | Argent          | Bronze           |
| ------------ | --------------------------- | ------------------- | --------------- | ---------------- |
| 22 juin      | Innsbruck (Autriche)        | Janja Garnbret (19) | Seo Chae-hyun   | Brooke Raboutou  |
| 30 juin      | Villars (Suisse)            | Janja Garnbret (20) | Brooke Raboutou | Natalia Grossman |
| 8 juillet    | Chamonix (France)           | Janja Garnbret (21) | Laura Rogora    | Seo Chae-hyun    |
| 23 juillet   | Briançon (France)           | Janja Garnbret (22) | Seo Chae-hyun   | Natalia Grossman |
| 2 septembre  | Koper (Slovénie)            | Ai Mori             | Janja Garnbret  | Brooke Raboutou  |
| 9 septembre  | Édimbourg (Grande-Bretagne) | Ai Mori (2)         | Janja Garnbret  | Seo Chae-hyun    |
| 24 septembre | Jakarta (Indonésie)         | Janja Garnbret (23) | Seo Chae-hyun   | Mia Krampl       |

### Bloc

#### Hommes
| Étapes  | Lieu                        | Or                  | Argent            | Bronze          |
| ------- | --------------------------- | ------------------- | ----------------- | --------------- |
| 8 avril | Meiringen (Suisse)          | Tomoa Narasaki (5)  | Yoshiyuki Ogata   | Mejdi Schalck   |
| 6 mai   | Séoul (Corée du Sud)        | Kokoro Fujii (5)    | Tomoa Narasaki    | Yoshiyuki Ogata |
| 20 mai  | Salt Lake City (États-Unis) | Mejdi Schalck       | Yoshiyuki Ogata   | Rei Kawamata    |
| 27 mai  | Salt Lake City (États-Unis) | Yoshiyuki Ogata (3) | Anze Peharc       | Kokoro Fujii    |
| 10 juin | Bressanone (Italie)         | Yannick Flohé       | Maximillian Milne | Tomoa Narasaki  |
| 22 juin | Innsbruck (Autriche)        | Colin Duffy         | Dohyun Lee        | Yoshiyuki Ogata |

#### Femmes
| Étapes  | Lieu                        | Or                   | Argent           | Bronze          |
| ------- | --------------------------- | -------------------- | ---------------- | --------------- |
| 8 avril | Meiringen (Suisse)          | Janja Garnbret (14)  | Natalia Grossman | Andrea Kümin    |
| 6 mai   | Séoul (Corée du Sud)        | Natalia Grossman (3) | Oriane Bertone   | Brooke Raboutou |
| 20 mai  | Salt Lake City (États-Unis) | Natalia Grossman (4) | Brooke Raboutou  | Miho Nonaka     |
| 27 mai  | Salt Lake City (États-Unis) | Natalia Grossman (5) | Miho Nonaka      | Brooke Raboutou |
| 10 juin | Bressanone (Italie)         | Natalia Grossman (6) | Hannah Meul      | Zhilu Luo       |
| 22 juin | Innsbruck (Autriche)        | Natalia Grossman (7) | Hannah Meul      | Miho Nonaka     |

### Vitesse

#### Hommes
| Étapes       | Lieu                        | Or                   | Argent            | Bronze             |
| ------------ | --------------------------- | -------------------- | ----------------- | ------------------ |
| 6 mai        | Séoul (Corée du Sud)        | Veddriq Leonardo (3) | Kiromal Katibin   | Rahmad Adi Mulyono |
| 20 mai       | Salt Lake City (États-Unis) | Kiromal Katibin      | Noah Bratschi     | Veddriq Leonardo   |
| 27 mai       | Salt Lake City (États-Unis) | Veddriq Leonardo (4) | Tobias Plangger   | Ludovico Fossali   |
| 30 juin      | Villars (Suisse)            | Jianguo Long         | Peng Wu           | Jinbao Long        |
| 8 juillet    | Chamonix (France)           | Jinbao Long          | Erik Noya Cardona | Aspar Aspar        |
| 9 septembre  | Édimbourg (Grande-Bretagne) | Samuel Watson        | Jinbao Long       | Erik Noya Cardona  |
| 24 septembre | Jakarta (Indonésie)         | Aspar Aspar          | Kiromal Katibin   | Long Cao           |

#### Femmes
| Étapes       | Lieu                        | Or                      | Argent             | Bronze                      |
| ------------ | --------------------------- | ----------------------- | ------------------ | --------------------------- |
| 6 mai        | Séoul (Corée du Sud)        | Aleksandra Miroslaw (6) | Emma Hunt          | Aleksandra Kalucka          |
| 20 mai       | Salt Lake City (États-Unis) | Aleksandra Miroslaw (7) | Aleksandra Kalucka | Natalia Kalucka             |
| 27 mai       | Salt Lake City (États-Unis) | Aleksandra Miroslaw (8) | Emma Hunt          | Aleksandra Kalucka          |
| 30 juin      | Villars (Suisse)            | Lijuan Deng             | Di Niu             | Desak Made Rita Kusuma Dewi |
| 8 juillet    | Chamonix (France)           | Lijuan Deng (2)         | Aleksandra Kalucka | Desak Made Rita Kusuma Dewi |
| 9 septembre  | Édimbourg (Grande-Bretagne) | Aleksandra Kalucka      | Natalia Kalucka    | Emma Hunt                   |
| 24 septembre | Jakarta (Indonésie)         | Lijuan Deng (3)         | Natalia Kalucka    | Aleksandra Kalucka          |

### Combiné de difficulté et de bloc

#### Hommes
| Étapes     | Lieu            | Or             | Argent          | Bronze       |
| ---------- | --------------- | -------------- | --------------- | ------------ |
| 20 octobre | Morioka (Japon) | Tomoa Narasaki | Yoshiyuki Ogata | Kokoro Fujii |

#### Femmes
| Étapes     | Lieu            | Or      | Argent           | Bronze        |
| ---------- | --------------- | ------- | ---------------- | ------------- |
| 20 octobre | Morioka (Japon) | Ai Mori | Natalia Grossman | Seo Chae-hyun |

## Autres compétitions mondiales de la saison

### Jeux mondiaux 2022

#### Difficulté

##### Hommes
| Étapes     | Lieu                    | Or             | Argent           | Bronze        |
| ---------- | ----------------------- | -------------- | ---------------- | ------------- |
| 14 juillet | Birmingham (États-Unis) | Sascha Lehmann | Masahiro Higuchi | Mejdi Schalck |

##### Femmes
| Étapes     | Lieu                    | Or           | Argent        | Bronze      |
| ---------- | ----------------------- | ------------ | ------------- | ----------- |
| 14 juillet | Birmingham (États-Unis) | Jessica Pilz | Natsuki Tanii | Lana Skusek |

#### Bloc

##### Hommes
| Étapes     | Lieu                    | Or             | Argent       | Bronze          |
| ---------- | ----------------------- | -------------- | ------------ | --------------- |
| 14 juillet | Birmingham (États-Unis) | Nicolas Collin | Kokoro Fujii | Yoshiyuki Ogata |

##### Femmes
| Étapes     | Lieu                    | Or          | Argent        | Bronze       |
| ---------- | ----------------------- | ----------- | ------------- | ------------ |
| 14 juillet | Birmingham (États-Unis) | Miho Nonaka | Katja Debevec | Mao Nakamura |

#### Vitesse

##### Hommes
| Étapes     | Lieu                    | Or               | Argent          | Bronze         |
| ---------- | ----------------------- | ---------------- | --------------- | -------------- |
| 14 juillet | Birmingham (États-Unis) | Veddriq Leonardo | Kiromal Katibin | Yaroslav Tkack |

##### Femmes
| Étapes     | Lieu                    | Or        | Argent          | Bronze           |
| ---------- | ----------------------- | --------- | --------------- | ---------------- |
| 14 juillet | Birmingham (États-Unis) | Emma Hunt | Natalia Kalucka | Franziska Ritter |